# SPL: Sha po lang
Série
SPL 2 : A Time for Consequences
(2015)
Pour plus de détails, voir Fiche technique et Distribution.
SPL: Sha po lang (殺破狼, Shā Pò Láng)  est un film hongkongais réalisé par Wilson Yip, sorti en 2005.

## Synopsis
A Hong Kong, Chan doit protéger un homme qui doit témoigner contre Wong Po, un chef de triade. Mais le témoin est tué avec sa femme avant le procès. Chan recueille la fille du couple assassiné. Avec ses hommes qui lui sont entièrement dévoués et le renfort de l'inspecteur Ma, un spécialiste des arts martiaux, il essaie alors d'arrêter Wong Po par tous les moyens, y compris en ne respectant pas la loi. Cette tâche sera périlleuse car Wong Po et son homme de main, Jack, sont eux aussi des spécialistes des arts martiaux.
RÉSUMÉ DÉTAILLÉ.
Wong Po, un homme entouré d'une bande de malfaiteurs et de criminels prêt à tout, fait sa loi à Hong Kong. L'inspecteur Chan qui doit bientôt partir à la retraite fait tout pour l'arrêter mais pour ça, il lui faut des preuves. Lorsque Wong Po est enfin arrêté d'après une vidéo de meurtre dont la fin était délibérément supprimé par Chan et ses hommes, il fait appel à sa sortie à Jack, un impitoyable tueur à gage à couteau,maîtrisant parfaitement les arts martiaux. Il parvient à tuer froidement tous les collègues de Chan sauf Ma, l'inspecteur qui devrait remplacer Chan.
Chan se rend chez Wong Po pour lui apporter son argent et en profite pour essayer de le tuer mais est arrêté par Jack qui le poignarde avec son couteau. 
L'inspecteur Ma vient à son tour avec le sac contenant l'argent de Wong Po.Il tombe sur Jack.Un combat acharné est engagé entre les deux. L'inspecteur Ma tue finalement Jack et retrouve Wong Po pour en finir avec lui. Entre-temps, la femme de Wong Po et son bébé l'attendent en bas de l'immeuble. Après un combat difficile entre les deux hommes, Ma réussi à le   soulever et le faire atterrir sur un pile de bouteilles  qui se brisent. Le croyant mort, il se sert à boire et en profite pour servir l'inspecteur Chan dont les mains étaient liées. Brutalement, Wong Po se réveille et le jette à travers la fenêtre de l'immeuble. S'approchant de la fenêtre pour constater sa mort, Wong Po découvre avec horreur qu'il est tombé sur la voiture de sa femme et de son bébé le tuant tous les deux sur le coup. La scène finale montre Chan qui meurt sur la plage en compagnie de sa fille adoptive qui joue au loin.

## Fiche technique
- Titre : SPL: Sha po lang
- Titre original : 殺破狼 (Shā Pò Láng)
- Réalisation : Wilson Yip
- Scénario : Wilson Yip et Szeto Kam-yuen
- Pays d'origine : Hong Kong
- Format : Couleurs - 1,85:1 - Dolby Digital - 35 mm
- Genre : action, thriller et policier
- Durée : 97 minutes
- Date de sortie : 2005

## Distribution
- Donnie Yen (VFB : Olivier Cuvellier) : inspecteur Ma Kwun
- Simon Yam (VFB : Bruno Bulté) : détective Chan Kwok-chung
- Sammo Hung (VFB : Martin Spinhayer) : Wong Po
- Jing Wu : Jack
- Liu Kai-chi (VFB : Jacques Viala) : détective Lok Kwun Wah
- Danny Summer (VFB : Thierry Janssen) : détective Kwok Tsz Sum
- Ken Chang (VFB : Alexandre Crépet) : détective Lee Wai Lok
- Austin Wai (VFB : André Pauwels) : détective Cheung Chun Fei
- Timmy Hung : trafiquant de drogue
- Chan Tat-chi : policier
- Liang Jing-kei : femme de Wong Po
- Vincent Sze : Chan Wai
- Kenji Tanigaki : garde du corps de Wong Po
- Lau Ching-lam : Hoi Yee
- Maggie Poon (VFB : Cathy Boquet) : fille de Sum

## Version française
- Société de doublage : NDE Production
- Direction artistique : Antony Delclève
- Adaptation des dialogues : Frédéric Alameunière
- Enregistrement et mixage :

## Autour du film
Le film fait l'objet d'une fausse suite réalisée en 2015, soit 10 ans plus tard : SPL 2 : A Time for Consequences (titre mandarin : Saat pol long 2), de Soi Cheang. Du premier casting, seul Simon Yam et surtout Wu Jing/Jacky Wu figurent à l'affiche. Il ne s'agit pas d'une suite à proprement parler, le personnage interprété par Wu King dans le premier y trouvait notamment en effet la mort.

## Récompenses
- 2006 : Festival international du film fantastique de Neuchâtel Prix Mad Movies du meilleur film Asiatique